# Oro en la mano
Oro en la mano  es una película en blanco y negro de Argentina dirigida por Adelqui Millar, director chileno cuyo verdadero nombre era Adelqui Migliar, sobre el guion de Manuel Villegas López que se estrenó el 2 de diciembre de 1943 y que tuvo como protagonistas a Pepita Serrador, Sebastián Chiola y Domingo Sapelli. Fue filmada en Cerro Áspero en la provincia de Córdoba. Colaboró en los diálogos José Ramón Luna.

## Sinopsis
Accidentes en una mina y un triángulo amoroso entre un minero, su esposa y un médico que se enamora de ésta.

## Reparto
- Pepita Serrador
- Sebastián Chiola
- Domingo Sapelli
- Froilán Varela
- José Ruzzo
- José Olarra

## Comentarios
Roland en el diario Crítica opinó que el relato a través de las imágenes, pierde fuerza, se hace lavado e informe" y Calki escribió sobre el filme:

"Choque de pasiones en novedoso marco...Salir al aire libre, enfocar paisajes nuestros...como la sierra, las minas y el desierto es el mérito de Oro en la mano...Después, al tomar rumbo el argumento -un drama de pasiones, con una mujer y el oro en el medio- pierde un tanto la fisonomía propia."